# لودفيغ الثامن (لاندغراف هسن-دارمشتات)
لودفيغ الثامن (بالألمانية: Ludwig؛ 5 أبريل 1691 - 17 أكتوبر 1768)؛ كان لاندغراف هسن-دارمشتات منذ عام 1739 إلى وفاته، هو ابن إرنست لودفيغ لاندغراف هسن-دارمشتات ومارغرافين دوروثيا شارلوته من براندنبورغ-أنسباخ.

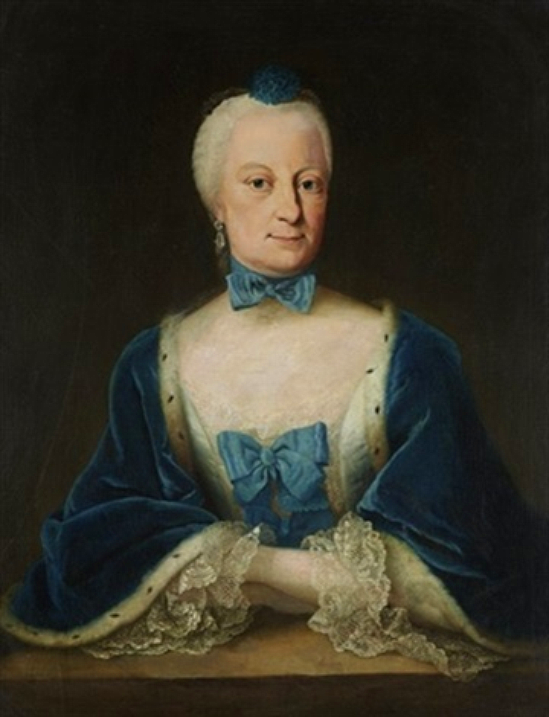
زوجته شارلوته من هاناو-ليشتنبرغ.

في عام 1717 تزوج من قريبته الكونتيسة شارلوته كريستين التي كانت وريثة هاناو-ليشتنبرغ مما أدى إلى إضافتها ممتلكاته، وهي ابنة شقيقة الأميرة كارولين زوجة جورج الثاني ملك بريطانيا العظمى، ونظرًا لشغفه بالصيد، عُرف بلقب "لاندغراف الصياد" (بالألمانية: Jagdlandgraf)؛ وأثناء حرب السنوات السبع وقف إلى جانب الإمبراطور وحصل على رتبة المشير، ونتيجة لذلك أصبحت مدينة غيسن وهسن العليا على وجه الخصوص مسرحاً للصراعات العسكرية، وفي عام 1764 تم عقد لقاء بينه والإمبراطور يوزف الثاني في غابة قريبة من هوزينشتام، والذي اعتبره اللاندغراف أحد أبرز أحداث حياته.
وأيضا كان لودفيغ مسؤولاً عن إضاءة شوارع دارمشتات، والتي صدر أول قانون بشأنها في عام 1767، ولكن أيضًا عن وضع اللوائح ضد شرب القهوة، حيث كان يتم المعاقبة من يتم العثور على أدوات تحميصها بحوزته.
كوالده لم يكن لويس خبيرًا اقتصاديًا موهوبًا، ولم ينقذ إفلاس اللاندغريفية إلا علاقته الطيبة بالإمبراطورة ماريا تيريزا وتدخلها في مجلس البلاط الإمبراطوري، إلا أن اهتمامه ببلاده يُوثّق بتأسيسه دارًا للنسيج عام 1742 ودار أيتام حكومية عام 1746.

## الذرية
له ثلاثة أبناء:
- لودفيغ التاسع (15 ديسمبر 1719 - 6 أبريل 1790)؛ تزوج من الكونتيسة كارولين من تسفايبروكن، لهما ذرية، وهما أحدث سلف مشترك لملوك الدول الأوروبية منذ 2022.

- غيورغ فيلهلم (11 يوليو 1722 - 21 يونيو 1782)؛ تزوج من الكونتيسة ماريا لويز ألبرتين من لينينغن-داغسبورغ-فالكنبورغ، لهما ذرية.
- كارولينه لويزه (11 يوليو 1723 - 8 أبريل 1783)؛ تزوجت من قريبها كارل فريدرش مارغريف بادن، الذي أصبح فيما بعد أول دوق بادن الأكبر، لهما ذرية.